# Ghazi Mollah

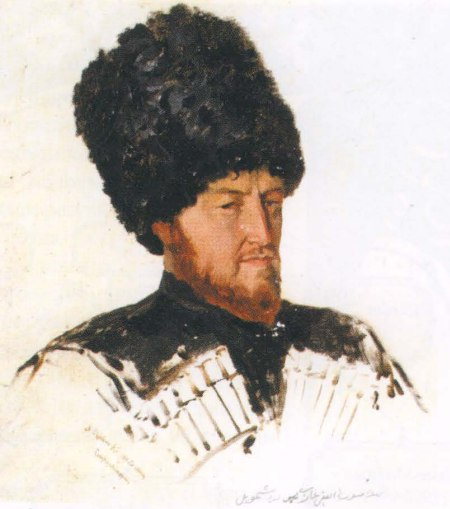

Ghazi Mollah (Russisch: Кази-Мулла), ook bekend als Ghazi Mohammed (Avaars: Гъази-МухӀамад, Russisch: Гази-Магомед) (Gimry (District Oentsoekoelski), 1795 - aldaar, 17 oktober 1832) was de eerste imam van Dagestan en Tsjetsjenië in 1828. Ghazi Mollah was de stichter van het Kaukasisch Imamaat.
Ghazi Mollah was afkomstig uit een Avaarse familie. Hij was een aanhanger geworden van het soefisme. Nadat hij zichzelf had uitgeroepen tot imam van Dagestan riep hij de bevolking op om zijn jihad tegen het leger van de Russische tsaar te steunen. In 1830 probeerde Ghazi Mollah om de Avarenhoofdstad Choenzach te veroveren maar dit mislukte. Nadat hij in zijn strijd enkele overwinningen had geboekt, werd hij uiteindelijk teruggedrongen in de bergen van Dagestan. Hij werd ten slotte in de buurt van Gimry tijdens een gevecht gedood. Ghazi Mollah werd vier jaar na zijn overlijden opgevolgd door Gamzat-bek.

## Heilige Oorlog
In 1829 werd hij uitgeroepen tot imam in Gimry, waar hij formeel de oproep deed voor een heilige oorlog. Hij verklaarde dat alle wijn moest worden vernietigd. In 1830 probeerden Ghazi Mollah en Sjamil de Avar hoofdstad Choenzach te veroveren op de chanoem Pakkoe-Bekche. Na deze mislukte poging probeerde Sjamil tijd te rekken, totdat alle stammen zich verenigd hadden in het volgen van de sharia-wetgeving. In 1831, na een paar maanden van rust, viel hij Noord-Dagestan aan met succes. Zijn guerrillatactiek betrapte de Russen onvoorbereid. In 1832 was hij in staat om Vladikavkaz te bedreigen, maar de Russen stootten de aanval van de moellah af. Toen ze Gimry innamen troffen ze volgens de legende het volgende aan;

Qazi Mullah dood maar zittend, benen gevouwen op zijn gebedskleed, met de ene hand op zijn baard, en de andere wijzend naar de hemel 

De Russen namen zijn lichaam mee naar Tarkoe en gaven het aan de kan, die hen trouw was gebleven. Het lichaam werd een paar dagen op de markt tentoongesteld, voordat het in de heuvels werd begraven.
- Gemeinsame Normdatei: 134193083
- International Standard Name Identifier: 0000 0000 3777 6698
- Library of Congress Control Number: n2006047464
- Virtual International Authority File: 23351927